# Альбертацци, Эмма
Эмма Альбертацци (урождённая Гаусон) (англ. Emma Albertazzi; 1 мая 1813, Стретем, Лондон — 25 сентября 1847, там же) — английская оперная певица

 (контральто).

## Биография
Родилась в семье профессора музыки. В 14-летнем возрасте начала учиться игре на фортепиано, позже — вокалу. Получила музыкальное образование. Ученица Майкла Коста.
Дебютировала в 1828 году на сцене Королевской филармонии в Лондоне, в следующем году выступила с концертом в зале Театра Её Величества. В 1830 году стала певицей Театра Её Величества.
Затем получила ангажемент в Пиаченце, Милане, Мадриде, Париже и Лондоне.
В 1831 году вышла замуж за итальянского адвоката Франческо Альбертацци. В Италии была ученицей Джудитты Паста.
В 1837 году, после возвращения в Лондон, пела, в частности, на мировой премьере оперы «Фальстаф» 19 июля 1838 года, которой дирижировал Майкл Балф.
Эмма Альбертацци выступала на различных итальянских сценах в 1840-х годах. В октябре 1846 года она пела на мировой премьере оперы Эдварда Лодера «Уиллис» или «Ночные танцоры».
Умерла в возрасте 33 лет от туберкулёзного менингита.